# Onze-Lieve-Vrouwekapel (Blaar)
De Onze-Lieve-Vrouwekapel, Sint-Genovevakapel of Kapel van Blaar is een kapel in Blaar, een gehucht van de gemeente Tongeren-Borgloon in de Belgische provincie Limburg. 
De kapel ligt aan de oostkant van Blaar nabij het tracé van de Via Belgica die naar Maastricht leidde. Het kleine gebouw wordt aan weerszijden omgeven door lindebomen.
Het huidige gebouw werd in 1872 opgetrokken in baksteen. De kapel heeft een rechthoekig grondplan van één travee en een halfronde koorsluiting. Zowel de muurpijlers, omlijstingen als de kroonlijst van de kapel zijn gecementeerd. Het gebouw is voorzien van rondboogvensters en is toegankelijk via een rondboogportaal. Het geheel wordt gedekt door een zadeldak en is belegd met Vlaamse pannen.
Aan de rechterzijgevel bevindt zich een houten kapelletje met een calvariebeeld in gepolychromeerd hout.
De kapel is gewijd aan de Onze-Lieve-Vrouw van Altijddurende Bijstand en Sint-Genoveva, die wordt aanroepen tegen kinderziekten.